# Onthophagus steinheili
Onthophagus steinheili är en skalbaggsart som beskrevs av Edgar von Harold 1880. Onthophagus steinheili ingår i släktet Onthophagus och familjen bladhorningar. Inga underarter finns listade i Catalogue of Life.